# Орнатський Петро Павлович
Орнатський Петро Павлович (21 червня (4 липня) 1917, Київ — 6 січня 1996, Київ) — український науковець і освітянин, доктор технічних наук, професор, лауреат Державної премії УРСР в галузі науки і техніки.

## Життєпис
В 1938 році закінчив електротехнічний факультет Київського політехнічного інституту (КПІ) і отримав диплом інженера-електрика з відзнакою. У 1941 році працював інженером-конструктором на заводі "Точелектроприлад" (м. Київ).
З 1945 року навчався в аспірантурі КПІ і у 1949 році захистив дисертацію кандидата технічних наук. З 1949 року по 1956 рік працював у КПІ доцентом кафедри вимірювальних устаткувань.
З 1956 року по 1984 рік очолював кафедру інформаційно-вимірювальної техніки. Здійснив вагомий внесок як педагог зі спеціальності інформаційно-вимірювальної техніки, сприяв формуванню вітчизняної школи метрологів і приладобудівників .

## Науково-педагогічна діяльність
У 1956 році отримав вчене звання професора, а у 1967 році захистив дисертацію доктора технічних наук .
Його наукові праці впроваджені в засобах вимірювальної техніки електричних величин, які серійно випускались низкою вітчизняних приладобудівних підприємств Києва і Житомира, а також Таллінна і Омська.
Активно займався підготовкою і виданням навчальної літератури. Низка його підручників з метрології та інформаційно-вимірювальної техніки видавалась з 1958 року по 1983 рік як в Україні, так і у інших країнах. Його підручник "Автоматические измерения и приборы аналоговые и цифровые" видавався і перевидавався в УРСР у 1965, 1971 і 1973 роках. Іншим його дуже відомим підручником був "Теоретические основы информационно-измерительной техники" (1983). Відомий його навчальний посібник "Вступ до методології науки про вимірювання" (1994).
Орнатський брав активну участь у міжнародній професійній діяльності. У 1967 році був членом підкомітету з вищої освіти в галузі вимірювальної техніки Міжнародного конгресу з вимірювань (ІМЕКО) .
З 1993 року по 1996 рік займався важливою стравою створення національних стандартів в різних галузях науки і техніки. Він очолював роботи зі створення державних стандартів України "Метрологія. Терміни та визначення" (1994), "Електронні засоби вимірювальної техніки для електричних та магнітних величин. Терміни їх визначення" (1997).
У 2017 році на честь 100-річчя з дня народження Петра Павловича Орнатського була проведена спеціальна Наукова конференція КПІ "Метрологія та інформаційно-вимірювальна техніка" (МІВТ-2017)  і здійснені спеціальні публікації у наукових журналах. 
Підготував 6 докторів та 85 кандидатів наук, які розвивали і удосконалювали створену ним школу теоретичної та експериментальної інформатики. Автор понад 200 наукових праць.

## Почесні нагороди
У 1973 р. за створення підручника «Автоматические измерения и приборы аналоговые и цифровые» отримав Державну премію УРСР в галузі науки і техніки .
Відзначений орденами Леніна та Трудового Червоного Прапора .